# جولیا فیلیپس
جولیا فیلیپس (انگلیسی: Julia Phillips؛ ۷ آوریل ۱۹۴۴ – ۱ ژانویهٔ ۲۰۰۲) یک تهیه‌کننده اهل ایالات متحده آمریکا بود.